# جوزيف أندرو رووي
جوزيف أندرو رووي (بالإنجليزية: Joseph Andrew Rowe)‏ هو لاعب سيرك ‏ أمريكي، ولد في 1819، وتوفي في 5 نوفمبر 1887.